# Wikipedia en ucraniano
La Wikipedia en ucraniano (українська Вікіпедія, ukrayins'ka Vikipediya) es una edición en ucraniano de la enciclopedia Wikipedia. El primer artículo fue escrito el 30 de enero de 2004. Es la decimocuarta Wikipedia por número de artículos, con más de 1 300 000.

## Hitos

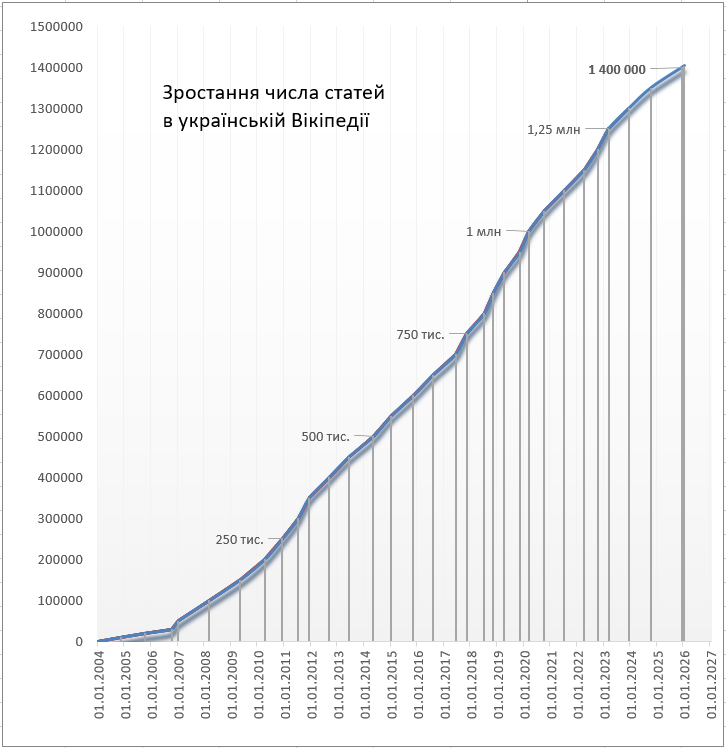
Crecimiento del número de artículos en Wikipedia en ucraniano

- El 30 de enero de 2004 la Wikipedia en ucraniano es creada.
- El 1 de octubre de 2005 alcanza los 20 000 artículos.
- El 16 de enero de 2007 a los 50 000.
- El 5 de junio de 2007 a los 61 594.
- El 28 de marzo de 2008 a los 100 000.
- El 30 de mayo de 2009 a los 150 000.
- El 23 de junio de 2010 a los 182 520.
- El 21 de diciembre de 2010 a los 250 000.[1]
- El 7 de julio de 2011 llega a los 300 000.
- El 20 de septiembre de 2012 a los 400 000.
- El 28 de septiembre de 2012 a los 401 533.
- El 9 de septiembre de 2013 a los 463 557.
- El 12 de mayo de 2014 a los 500 000.
- El 13 de noviembre de 2015 a los 600 000.
- El 4 de junio de 2017 a los 700 000.
- El 10 de julio de 2018 a los 800 000.
- El 19 de abril de 2019 a los 900 000.
- El 23 de marzo de 2020 al 1 000 000.
- El 5 de julio de 2021 a los 1 100 000.
- El 27 de febrero de 2022 alcanza 50 bibliotecarios.
- El 10 de octubre de 2022 a los 1 200 000.
- El 9 de diciembre de 2023 a los 1 300 000.

## Variantes del logo

Logos de hitos
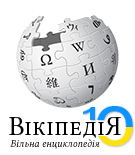
Logo del 10.º aniversario de Wikipedia en ucraniano
Logo del 15.º aniversario de Wikipedia en ucraniano
Logo del 16.º aniversario de Wikipedia en ucraniano
Logo del millón de artículos de Wikipedia en ucraniano
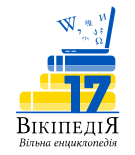
Logo del 17.º aniversario de Wikipedia en ucraniano
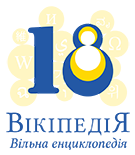
Logo del 18.º aniversario de Wikipedia en ucraniano
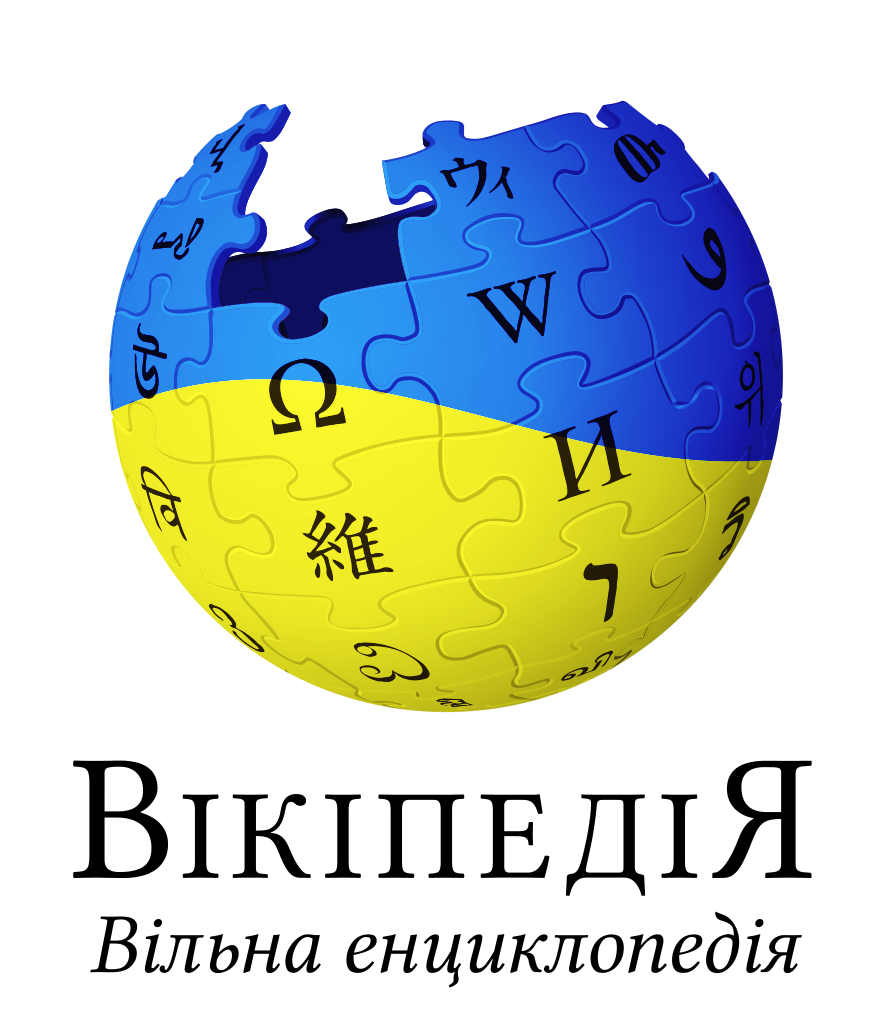
Logo de Wikipedia en ucraniano al 4 de marzo